# Drilonereis chilensis
Drilonereis chilensis är en ringmaskart som beskrevs av Hartmann-Schröder 1965. Drilonereis chilensis ingår i släktet Drilonereis och familjen Oenonidae. Inga underarter finns listade i Catalogue of Life.